# Матеус Битеко
Матеус Битенкурт да Силва (порт.-браз. Matheus Bitencourt da Silva; 28 июня 1995, Порту-Алегри, Бразилия — 28 ноября 2016, Серро-Гордо, Ла-Уньон, Антьокия, Колумбия) — бразильский футболист, полузащитник, известный по выступлениям за «Гремио» и «Шапекоэнсе».

## Клубная карьера
Матеус Битеко — воспитанник клуба «Гремио». 14 июля 2013 года в матче против «Ботафого» он дебютировал в бразильской Серии А.

## Международная карьера
В 2014 году в составе молодёжной сборной Бразилии Матеус Битеко принял участие в турнире в Тулоне.
28 ноября 2016 года в ночь с понедельника на вторник по московскому времени в Колумбии недалеко от аэропорта Медельина произошла авиакатастрофа. На борту авиалайнера находилась бразильская команда «Шапекоэнсе», летевшая на финальный матч Южноамериканского кубка с колумбийским «Атлетико Насьональ».
На борту самолёта находился 81 человек — 72 пассажира и 9 членов экипажа.

## Достижения
Сборная Бразилии
- победитель турнира в Тулоне: 2013

«Шапекоэнсе»
- обладатель Южноамериканского кубка (1): 2016 (посмертно, по просьбе соперников[2])